# John W. Carlin
Pour les articles homonymes, voir Carlin (homonymie).
Cet article possède un paronyme, voir John Carlin.
John William Carlin (né le 3 août 1940) est un homme politique américain. Il est le 40e gouverneur du Kansas de 1979 à 1987, et l'archiviste des États-Unis du 30 mai 1995 au 15 février 2005. 

## Biographie
Carlin est né à Salina, Kansas. Il étudie à l'université d'État du Kansas.
Il est président de la Chambre du Kansas de 1977 à 1979. En 1979, il devient le plus jeune gouverneur du Kansas du XXe siècle, battant le sortant Robert Frederick Bennett. En 1990, il perd l'investiture démocrate pour la réélection au poste de gouverneur au profit de la trésorière de l'État, Joan Finney. Il s’est également présenté sans succès à la Chambre des représentants des États-Unis en 1994, mais est battu par Sam Brownback que Carlin avait nommé secrétaire à l'Agriculture du Kansas en 1986.
Il est nommé par le président Bill Clinton archiviste des États-Unis à Washington D.C. de 1995 à 2005. Après un différend au sujet d'un décret exécutif, son mandat d'archiviste n’est pas renouvelé par l'administration Bush.
Il retourne à Manhattan, au Kansas, où il est professeur invité au département de sciences politiques de l'université d’État du Kansas.

## Source
- (en) Cet article est partiellement ou en totalité issu de l’article de Wikipédia en anglais intitulé « John W. Carlin » (voir la liste des auteurs).